# Karl Möbius
Pour les articles homonymes, voir Moebius.
Karl August Möbius est né le 7 février 1825 à Eilenbourg et mort le 26 avril 1908 à Berlin. Il était un zoologiste prussien et un pionnier dans le domaine de l'écologie. Il fut également directeur du Musée d'histoire naturelle de Berlin.

## Biographie
À l'âge de quatre ans, Karl August Möbius étudie à l'école de la mine d'Eilenbourg (de). Son père l'envoie à l'âge de 12 ans dans une école normale privée. En 1844, il passe l'examen d'enseignant avec mention à Weißenfels.
Après une période où il enseigna à Hambourg, il fut nommé professeur de zoologie à l'université de Kiel en 1868. Möbius resta à Kiel jusqu'à sa nomination en 1888 comme professeur de zoologie à l'université de Berlin, où il enseigna jusqu'à sa retraite, en 1905 à l'âge de 80 ans.
Le terme de biocénose fut inventé en 1877 par Karl Möbius, alors qu'il étudiait les huîtres. Il avait remarqué que, chez ces animaux, il fallait placer le cadre d'étude non pas au niveau de l'individu, mais de l'ensemble des individus.
Möbius fonde le premier aquarium d'eau de mer à Hambourg en 1863 et le muséum zoologique de Kiel en 1881.
Il devient membre étranger de la Zoological Society of London en 1887.

## Espèces dédiées à Karl Möbius
Liste non exhaustive :
- Hypothyris moebiusi, un papillon de la famille des Nymphalidae.

### Note
1. ↑  « https://www.museumfuernaturkunde.berlin/de/wissenschaft/nachlaesse » (consulté le 14 décembre 2022)
2. ↑  Bucchi (1998) : 167.

### Orientation bibliographique
- (en) Lynn K. Nyhart (1998). Civic and Economic Zoology in Nineteenth-Century Germany: The "Living Communities" of Karl Mobius, Isis: International Review devoted to the History of Science and its Cultural Influences, 89 (4) : 605-630.  (ISSN 0021-1753) DOI 10.1086/384157